# Les Hénokiens
 (décembre 2023).
L'article doit être relu — et modifié si nécessaire — par des contributeurs indépendants pour apporter un regard critique aux contributions effectuées en violation des conditions d'utilisation de Wikipédia, tant sur la forme (notamment concernant le style encyclopédique, la proportionnalité) que sur le fond (la neutralité de point de vue, la qualité et l'indépendance des sources).
 (mai 2023).
Les Hénokiens sont les membres de l’Association d'entreprises familiales et bicentenaires, ou Club des Hénokiens, ou Association des Hénokiens, une association qui regroupe des entreprises de tous les continents dont la particularité est d'être en activité et d'être restées des entreprises familiales depuis 200 ans ou plus.

## Origine du nom
Le nom fait référence à Enoch, ou Hénoch, patriarche de la Bible, fils de Yared et père de Mathusalem. Il aurait vécu jusqu'à l'âge de 365 ans puis fut élevé dans les cieux.

## Création
L'idée est née en 1981 à l'initiative de Gérard Glotin, président-directeur général de la société de spiritueux Marie Brizard[réf. nécessaire]. 

## Organisation

### Activités
L'association a pour but l'entraide morale, culturelle et philosophique de ses membres autour de la valeur du concept d'entreprise familiale, alternative aux multinationales, tout en promouvant le dynamisme et la modernité.

### Composition
En 2007, il y avait 40 membres : 15 italiens, 11 français, 4 allemands, 4 japonais, 2 néerlandais, 2 suisses, 1 belge et 1 nord-irlandais. En 2008, ils étaient 39.
En 2023, ils sont 56 : 16 français, 14 italiens, 10 japonais, 4 suisses, 4 allemands, 2 hollandais, 2 belges, 2 autrichiens, 1 anglais et 1 portugais.
| Nom                                                                         | Nationalité     | Date de création | Métiers                                                                                         |
| --------------------------------------------------------------------------- | --------------- | ---------------- | ----------------------------------------------------------------------------------------------- |
| Acetaia Giusti                                                              | Italie          | 1605             | Producteur de vinaigre balsamique de Modène                                                     |
| A.E. Köchert                                                                | Autriche        | 1814             | Joaillerie                                                                                      |
| Akafuku                                                                     | Japon           | 1707             | Pâtisserie japonaise                                                                            |
| Amarelli                                                                    | Italie          | 1731             | Fabricant de réglisse                                                                           |
| Augustea                                                                    | Italie          | 1629             | Transport maritime                                                                              |
| Banque Hottinguer                                                           | France          | 1786             | Banque privée/Banque d’affaires                                                                 |
| Banque Lombard Odier & Cie                                                  | Suisse          | 1796             | Banque privée                                                                                   |
| Banque Pictet & Cie                                                         | Suisse          | 1805             | Gestion de fortune privée, gestion d'actifs institutionnels, fonds de placement, asset services |
| Beretta                                                                     | Italie          | 1526             | Fabrication d'armes                                                                             |
| Billecart-Salmon                                                            | France          | 1818             | maison de champagne                                                                             |
| Bolloré                                                                     | France          | 1822             | Transport & logistique, communication, stockage electricité & systèmes                          |
| Cartiera Mantovana                                                          | Italie          | 1615             | Papetier                                                                                        |
| C. Hoare & Co                                                               | Grande Bretagne | 1672             | Banque privée                                                                                   |
| Colbachini & Figli                                                          | Italie          | 1745             | Fonte de cloches                                                                                |
| De Kuyper Royal Distillers                                                  | Pays-Bas        | 1695             | Distillateur liquoriste                                                                         |
| Catherineau                                                                 | France          | 1750             | Aménagement d'intérieur d'avion VIP                                                             |
| H. Beligné & Fils                                                           | France          | 1610             | Coutellerie                                                                                     |
| D'Ieteren                                                                   | Belgique        | 1805             | Distribution automobiles -service vitrage automobile- carnets de notes                          |
| Descours & Cabaud                                                           | France          | 1786             | Fourniture pour industrie et bâtiment                                                           |
| Ditta Bortolo Nardini                                                       | Italie          | 1779             | Distillateur                                                                                    |
| Éditions Henry Lemoine                                                      | France          | 1772             | Éditions musicales                                                                              |
| Établissements Peugeot Frères                                               | France          | 1810             | Activités industrielles                                                                         |
| Fratelli Piacenza                                                           | Italie          | 1733             | Lainiers                                                                                        |
| Friedr. Schwarze                                                            | Allemagne       | 1664             | Spiritueux et liqueurs                                                                          |
| Gekkeikan Sake Company                                                      | Japon           | 1637             | Production de saké                                                                              |
| Grondona                                                                    | Italie          | 1820             | Biscuits et Gâteaux                                                                             |
| Guerrieri Rizzardi                                                          | Italie          | 1678             | Viticulteur                                                                                     |
| Garbellotto                                                                 | Italie          | 1775             | Tonneaux-Cuves-Barriques                                                                        |
| Hoshi                                                                       | Japon           | 718              | Auberge traditionnelle                                                                          |
| Hugel & Fils                                                                | France          | 1639             | Viticulteur                                                                                     |
| J.D.Neuhaus                                                                 | Allemagne       | 1745             | Palans et ponts roulants pneumatiques                                                           |
| Lanificio G.B. Conte                                                        | Italie          | 1757             | Production de textile                                                                           |
| Les Fils Dreyfus & Cie                                                      | Suisse          | 1813             | Banque privée                                                                                   |
| Lobmeyr                                                                     | Autriche        | 1823             | Cristallerie                                                                                    |
| Louis Latour                                                                | France          | 1797             | Viticulteur                                                                                     |
| Luxardo                                                                     | Italie          | 1821             | Liqueurs                                                                                        |
| Mellerio dits Meller                                                        | France          | 1613             | Joaillerie                                                                                      |
| Mirabaud                                                                    | Suisse          | 1819             | Banque privée                                                                                   |
| Möller Group                                                                | Allemagne       | 1730             | Composants et ensemble d’intérieur d’automobile                                                 |
| Nabeya                                                                      | Japon           | 1560             | Unité de gabarit pour machines-outils, produits anti-vibration                                  |
| Nakagawa Masschichi Shoten                                                  | Japon           | 1716             | Fabrication-distribution articles pour la maison                                                |
| Okaya Estate &co                                                            | Japon           | 1669             | Gestion Immobilière                                                                             |
| Pinto Basto                                                                 | Portugal        | 1771             | Transport-agent-assureurs maritimes                                                             |
| Pollet                                                                      | Belgique        | 1788             | Fabricant de solutions d'hygiène et de nettoyage écologique et probiotique                      |
| Revol porcelaine                                                            | France          | 1789             | Porcelaine culinaire                                                                            |
| Société française pour le commerce avec l'Outre-mer, ancienne Maison Gradis | France          | 1685             | Gestion financière durable                                                                      |
| Tarrerias Bonjean                                                           | France          | 1585             | Coutellerie                                                                                     |
| The Coatinc Company                                                         | Allemagne       | 1502             | Techniques de traitement de surfaces                                                            |
| Thiercelin                                                                  | France          | 1809             | Produits naturels et végétaux                                                                   |
| Toraya                                                                      | Japon           | XVIe siècle      | Pâtisserie japonaise                                                                            |
| Van Eeghen Group                                                            | Pays-Bas        | 1662             | Compléments alimentaires fonctionnels pour la santé                                             |
| Viellard-Migeon et Cie                                                      | France          | 1796             | Hameçons, fixations et produits de soudure                                                      |
| Vitale Barberis Canonico                                                    | Italie          | 1663             | Tissus précieux pour la confection de vêtements                                                 |
| Yamamotoyama                                                                | Japon           | 1690             | Thé vert et algues nori                                                                         |
| Yamasa                                                                      | Japon           | 1645             | Sauce de soja fermentée                                                                         |
| Zaiso Lumber                                                                | Japon           | 1690             | Négoce du bois                                                                                  |

### Départs
- Marie Brizard ayant été repris par un fonds d'investissement en 2000 n'en fait plus partie.
- L'entreprise italienne Antinori (viticulteurs) s'est retirée.
- L'héritier de Barovier & Toso vend 80 % des parts de son entreprise, aucun de ses enfants ne souhaitant la reprendre[5].